# Daniił Sierochwostow
Daniił Rusłanowicz Sierochwostow (ros. Даниил Русланович Серохвостов; ur. 4 kwietnia 1999 w Barnaule) – rosyjski biathlonista, złoty medalista mistrzostw świata juniorów.

## Kariera
Pierwszy raz na arenie międzynarodowej pojawił się w 2017 roku, startując na olimpijskim festiwalu młodzieży Europy w Erzurum. Zajął tam 33. miejsce w sprincie i 27. miejsce biegu pościgowym. Na rozgrywanych trzy lata później mistrzostwach świata juniorów w Lenzerheide zdobył złoty medal w sztafecie.
W zawodach Pucharu Świata zadebiutował 27 listopada 2021 roku w Östersund, zajmując 15. miejsce w biegu indywidualnym. Tym samym już w debiucie zdobył pierwsze pucharowe punkty. 4 grudnia 2021 roku w tej samej miejscowości wspólnie z kolegami z reprezentacji zajął trzecie miejsce w sztafecie.

## Osiągnięcia

### Zimowe igrzyska olimpijskie
| Rok  | Miejscowość | Konkurencje | Konkurencje | Konkurencje | Konkurencje | Konkurencje | Konkurencje | Konkurencje |
| Rok  | Miejscowość | IN          | SP          | PU          | MS          | RL          | MR          | SR          |
| ---- | ----------- | ----------- | ----------- | ----------- | ----------- | ----------- | ----------- | ----------- |
| 2018 | Pjongczang  | 20.         | 16.         | 22.         | 25.         | –           | –           | nd.         |
| 2022 | Pekin       | –           | 19.         | 39.         | –           | –           | –           | nd.         |

### Mistrzostwa świata juniorów
| Rok  | Miejscowość  | Konkurencje | Konkurencje | Konkurencje | Konkurencje | Konkurencje | Konkurencje | Konkurencje |
| Rok  | Miejscowość  | IN          | SP          | PU          | MS          | RL          | MR          | SR          |
| ---- | ------------ | ----------- | ----------- | ----------- | ----------- | ----------- | ----------- | ----------- |
| 2020 | Lenzerheide  | 28.         | 15.         | 14.         | –           | 1.          | nd.         | nd.         |
| 2021 | Obertilliach | 18.         | 21.         | 23.         | –           | 10.         | nd.         | nd.         |

### Puchar Świata

#### Miejsca w klasyfikacji generalnej
| Sezon     | Miejsce |
| --------- | ------- |
| 2021/2022 | 31.     |

#### Miejsca na podium indywidualnie
Sierochwostow nie stanął na podium indywidualnych zawodów PŚ.